# バージニア急行鉄道
バージニア急行鉄道　（バージニアきゅうこうてつどう、英語：Virginia Railway Express）（略称はVRE）は、アメリカ合衆国バージニア州の通勤列車。ワシントンD.C.と北バージニアの郊外を結ぶ。線はマナサス線とフレデリックスバーグ線がある。土日は運休し祝日は列車の数が減る。列車は主に通勤ラッシュ時間帯に走る。アメリカ鉄道協会が定める報告記号はVREX。
シカゴのメトラで用いられているものと同様の「ギャラリーカー」と呼ばれる2階建て通勤型客車が用いられており、2006年以降の投入分は日本車輌製造が製造している。